# Эмба (город)
Э́мба (каз. Ембі / Embı) — город в Мугалжарском районе Актюбинской области Казахстана. Расположен на левом берегу реки Эмбы. Железнодорожная станция Жем на Ташкентском железнодорожном ходу (участок Кандыагаш — Арысь).
В 10 километрах южнее находится город Жем, бывший военный городок Эмба-5, административный и жилой центр 11-го Государственного научно-исследовательского испытательного полигона Министерства обороны СССР.

## История
Основан в 1840-х годах. В 1967 году получил статус города. В 1985 году в городе был открыт дом-музей А. К. Жубанова.

## Население
| 1923    | 1939    | 1959    | 1970    | 1979    | 1989    | 1999    |
| ------- | ------- | ------- | ------- | ------- | ------- | ------- |
| 1376    | ↗8326   | ↗9638   | ↗17 820 | ↘12 179 | ↗15 000 | ↘12 345 |
| 2009    | 2019    | 2021    |         |         |         |         |
| ↘11 212 | ↗11 808 | ↗12 783 |         |         |         |         |